# Protestantyzm w Polsce
Protestantyzm w Polsce pojawił się już około 1518 roku. Obecnie poza pierwotnym nurtem luterańskim i kalwińskim reprezentowany jest przez szereg wspólnot powstałych po XVI wieku. Ogółem do różnych nurtów protestantyzmu należało w 2011 roku 67 ze 174 formalnie działających wyznań, co czyniło grupę protestantów najliczniejszą pod względem liczby zarejestrowanych kościołów i innych związków wyznaniowych o uregulowanej sytuacji prawnej. Wszystkie wspólnoty protestanckie obejmowały wówczas ogółem 145,6 tys. osób.

## Historia

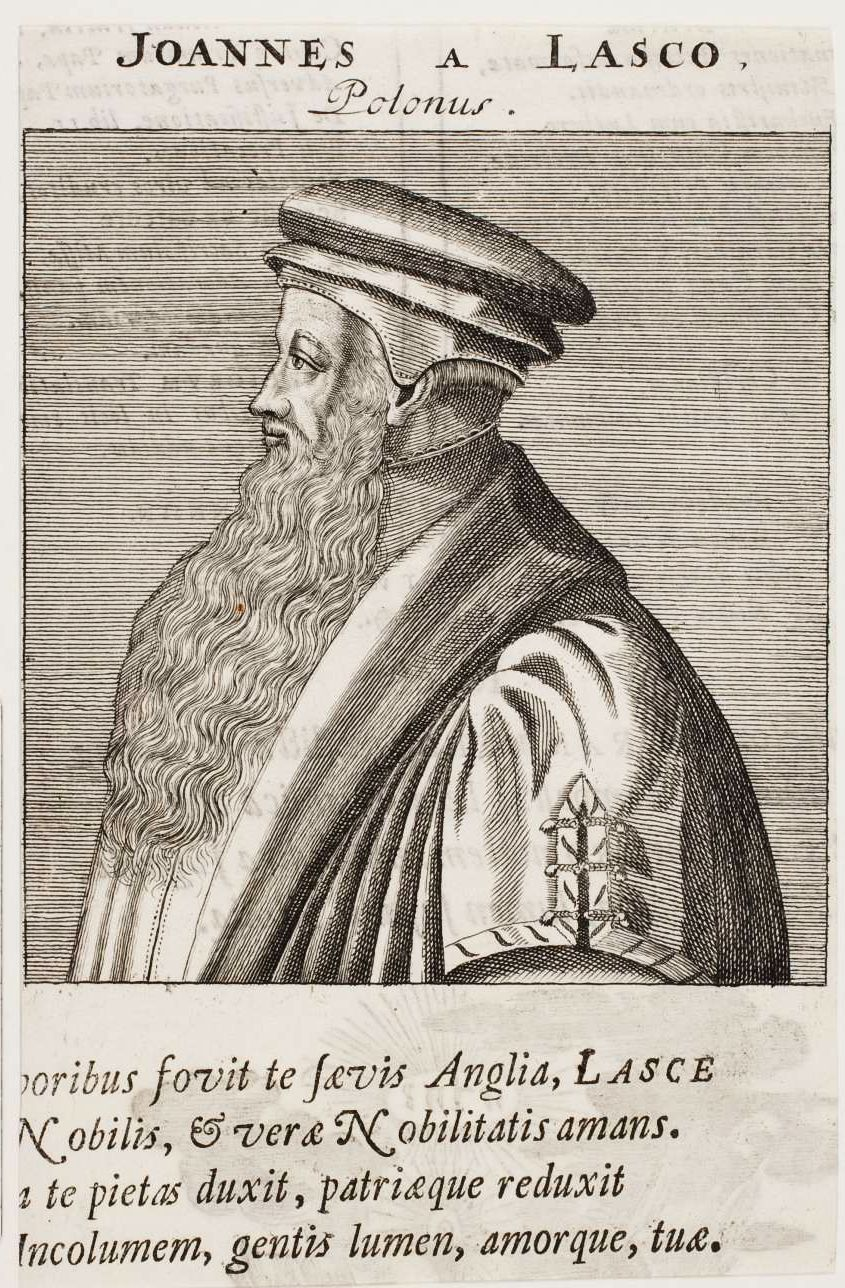
Jan Łaski – założyciel Polskiego Kościoła Ewangelicko-Reformowanego

Historia protestantyzmu na ziemiach polskich sięga szesnastowiecznej reformacji w Rzeczypospolitej Obojga Narodów. Wkrótce po wystąpieniu Marcina Lutra w 1517, w latach dwudziestych szesnastego wieku, pojawił się w Polsce luteranizm. Około 1540 dotarł także kalwinizm, zaś dziesięć lat później odprawiono w Polsce pierwsze nabożeństwo w obrządku reformowanym. W tym czasie kalwinizm stawał się coraz popularniejszym wyznaniem wśród polskiej szlachty. W 1530 dostępny był katechizm Lutra w języku polskim, zaś w 1563 kalwini wydali pierwsze całościowe polskie tłumaczenie Biblii z języków oryginalnych. Do Polski dotarły również radykalne gałęzie reformacji, np. anabaptyści oraz wypędzeni z ojczyzny bracia czescy. Po powrocie do kraju w 1556 r. Jan Łaski założył Polski Kościół Ewangelicko-Reformowany. W latach sześćdziesiątych, w wyniku rozłamu w Kościele reformowanym, powstał trzeci znaczący kierunek reformacyjny – bracia polscy, których charakteryzował unitarianizm i chrześcijański pacyfizm.
Postulat wspierania polskich innowierców znalazł się jako punkt tajny we wszystkich traktatach sojuszniczych rosyjsko-pruskich od roku 1730.
Ewangelikalni protestanci pojawili się na ziemiach polskich w XIX wieku. Pierwszymi byli pietystyczni luteranie. Baptyści zapoczątkowali swoją obecność przez dokonanie chrztu na podstawie wyznania wiary i jako wyrazu osobistego doświadczenia nowonarodzenia został 18 września 1844 w Elblągu. W krótkim czasie powstały kolejne zbory baptystyczne. W tym samym stuleciu na ziemiach polskich pojawili się także adwentyści dnia siódmego. Pierwszy ośrodek Kościoła Adwentystów Dnia Siódmego powstał w 1888 w zaborze rosyjskim na Wołyniu.
Przebudzenie zielonoświątkowe dotarło na ziemie polskie już na początku XX wieku. W Kościele luterańskim na Śląsku w łonie tzw. Społeczności Chrześcijańskiej miały miejsce pierwsze doświadczenia uznawane za napełnienia Duchem Świętym. W 1910 powstało pierwsze polskie wyznanie zielonoświątkowe – Związek Stanowczych Chrześcijan. Ruch Kościołów Chrystusowych pojawił się w Polsce w 1921 r.

## Liczebność
Według danych Głównego Urzędu Statystycznego największymi Kościołami protestanckimi w Polsce były w 2011: 
- Kościół Ewangelicko-Augsburski w RP – 61,7 tys. wiernych[4],
- Kościół Zielonoświątkowy w RP – 24 tys. wiernych[5],
- Kościół Adwentystów Dnia Siódmego w RP – 9,6 tysiąca wiernych[6],
- Kościół Chrześcijan Baptystów – 5,3 tys. członków[7],
- Kościół Chrystusowy w RP – 5,1 tys. wiernych[7],
- Kościół Ewangelicko-Metodystyczny – 4,4 tys. wiernych[8],
- Kościół Boży w Chrystusie – 4,9 tysiąca wiernych[9],
- Kościół Ewangelicko-Reformowany – 3,5 tysiąca wiernych[10],
- Kościół Wolnych Chrześcijan – 3 tys. wiernych[11],
- Kościół Ewangelicznych Chrześcijan – 1,9 tys. wiernych[12],
- Kościół Chrystusowy w Polsce – 1,7 tys. wiernych[13],
- Kościół Chrześcijan Wiary Ewangelicznej – 1040 wiernych[14].

## Kościoły

### Luteranie

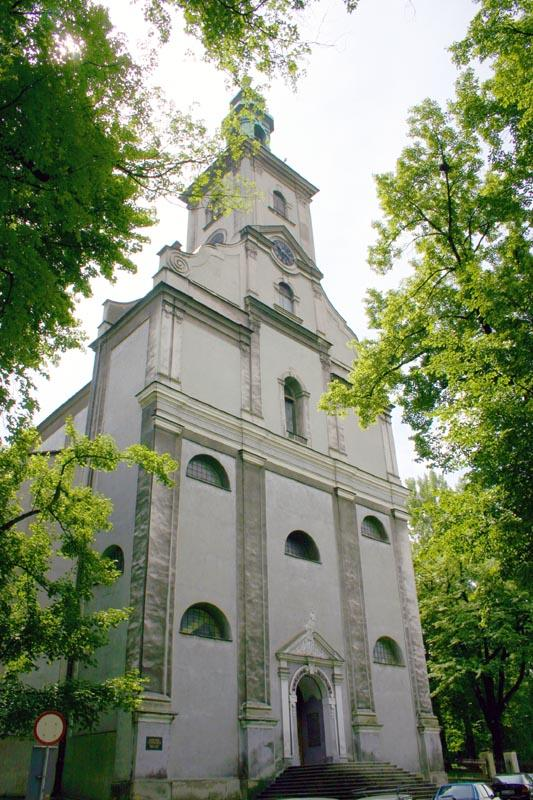
Ewangelicko-Augsburski Kościół Jezusowy w Cieszynie

- Kościół Ewangelicko-Augsburski w RP – 61,7 tys. wiernych według danych GUS[4], 70,8 tys. wiernych według danych uzyskanych w Narodowym Spisie Powszechnym z 2011[15].

Zwierzchnik: bp Jerzy Samiec
Największe polskie wyznanie protestanckie, jedyny Kościół luterański w Polsce. Ma 130 parafii, 151 filiałów i 169 duchownych. Kościół opiera się na nauce luterańskiej wyrażonej w sześciu księgach sybolicznych, zgodnie z którymi Biblia jest jedynym autorytetem w sprawach wiary, Jezus Chrystus jedynym pośrednikiem i orędownikiem, a zbawienie – darem niezasłużonej łaski Bożej, osiągalnym dzięki wierze. Luteranie świętują niedzielę i sprawują dwa sakramenty: chrztu oraz Ołtarza. Kościołowi obcy jest kult świętych i obrazów.

### Kalwini

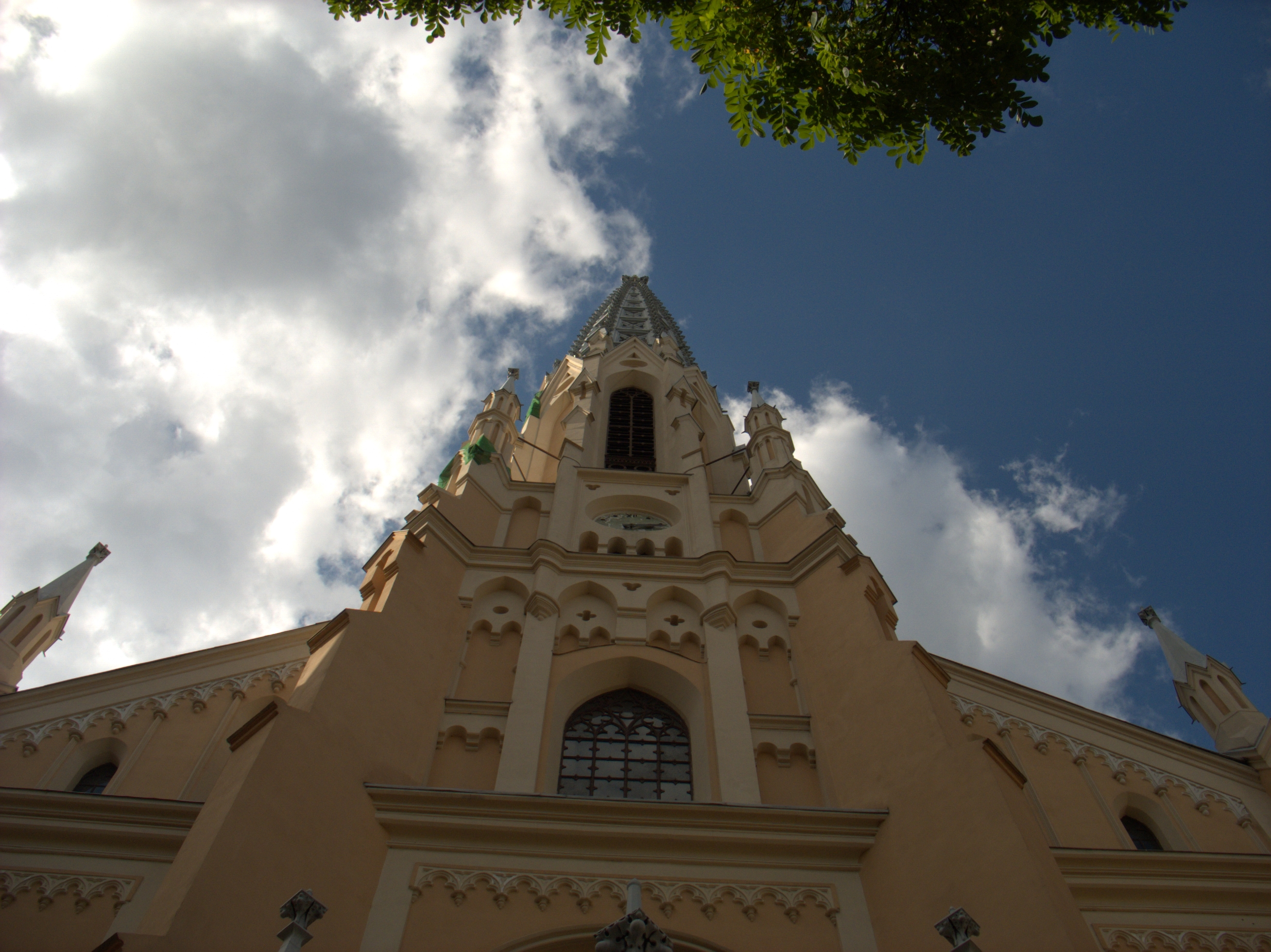
Kościół Ewangelicko-Reformowany w Warszawie

- Kościół Ewangelicko-Reformowany w RP – 3,5 tysiąca wiernych[10]

Zwierzchnik: ks. supt. bp. Semko Koroza
Ewangelicy reformowani, podobnie jak pozostali protestanci opierają się na pięciu zasadach protestantyzmu, przyjmując także pięć punktów kalwinizmu. Oprócz zasady sola scriptura, sola gratia i solus Christus istotne dla reformowanej teologii są też zasady: soli Deo gloria – czcić należy wyłącznie Trójjedynego Boga, oraz Ecclesia Reformata et Semper Reformanda – doktryny muszą być stale sprawdzane przez Biblię. Charakterystyczną doktryną kalwinizmu jest predestynarianizm. Kościół sprawuje dwa sakramenty: chrzest i Wieczerzę Pańską. Kościół Ewangelicko-Reformowany ma 8 parafii, 2 grupy i 10 duchownych.
- Kościół Ewangelicko-Prezbiteriański w Polsce – około 120 wiernych według danych uzyskanych w Narodowym Spisie Powszechnym Ludności i Mieszkań z 2021 roku[16].

Zwierzchnik: Moner Shaded w funkcji przewodniczącego prezbiterium
Kościół Ewangelicko-Prezbiteriański wyznaje i naucza ortodoksyjnych doktryn chrześcijańskich. Jego zasady wiary są określone przez dokumenty wyznaniowe, którymi są Westminsterskie wyznanie wiary oraz Mały i Duży Katechizm, spisane w XVII wieku w Anglii. Dokumenty wyznaniowe określają właściwą interpretację Pisma Świętego, lub mówiąc inaczej, wyrażają to, co przez prezbiterian uważane jest za dokładną naukę wypływającą z Pisma Świętego. Kościół został zarejestrowany W 1993 roku pod nazwą „Kościół Dobrego Pasterza”. 9 lutego 2021 roku denominacja została przekształcona w Kościół Ewangelicko-Prezbiteriański w Polsce. Następnie 19 kwietnia 2021 roku powołano 4 parafie – dwie w Warszawie (parafia Kościół Dobrego Pasterza oraz parafia Odkupiciela) oraz po jednej w Krakowie (parafia Chrystusa Zbawiciela) i Gdańsku (parafia Trójcy Świętej).
- Wspólnota Ewangelicznych Kościołów Reformowanych w Polsce – około 150 wiernych

Zwierzchnik: Sebastian Smolarz w funkcji przewodniczącego prezbiterium
Wspólnota zrzesza kościoły odwołujące się do tradycji ewangelicko-reformowanej w Polsce, od 2006 r. jest częścią międzynarodowej Konfederacji Ewangelicznych Kościołów Reformowanych. Kościoły zjednoczone we Wspólnocie przyjmują wspólny zestaw ksiąg wyznaniowych wywodzących się przede wszystkim z europejskiego ewangelicyzmu reformowanego, w tym przede wszystkim holenderskie Trzy formy jedności i polsko-litewskie Sandomierskie wyznanie wiary z 1570 r. Teologia kościołów Wspólnoty zbliżona jest do konserwatywnego i konfesyjnego ewangelicyzmu, odbiega jednak od klasycznego ewangelicyzmu reformowanego w przedmiocie nauki o eucharystii (Wieczerzy Pańskiej): kościoły Wspólnoty udzielają jej również dzieciom ludzi wierzących, mimo że nie złożyły one wyznania wiary (paedocommunion). Poza tym kościoły Wspólnoty przyjmują pozostałe wyróżniki ewangelicko-reformowane wyróżniki teologiczne: chrzest niemowląt (w paradygmacie reformowanej teologii przymierza), kalwińskie rozumienie nauki o predestynacji itd. Nauczanie społeczne kościołów Wspólnoty jest konserwatywne. Kobiety nie są ordynowane na urząd pastorski, śluby parom inne niż heteroseksualne nie są udzielane. Wielu pastorów kościołów Wspólnoty popiera kreacjonizm i jest przeciwna teorii ewolucji. Wspólnota jednoczy 3 kościoły obsługiwane przez 5 duchownych.

### Metodyści

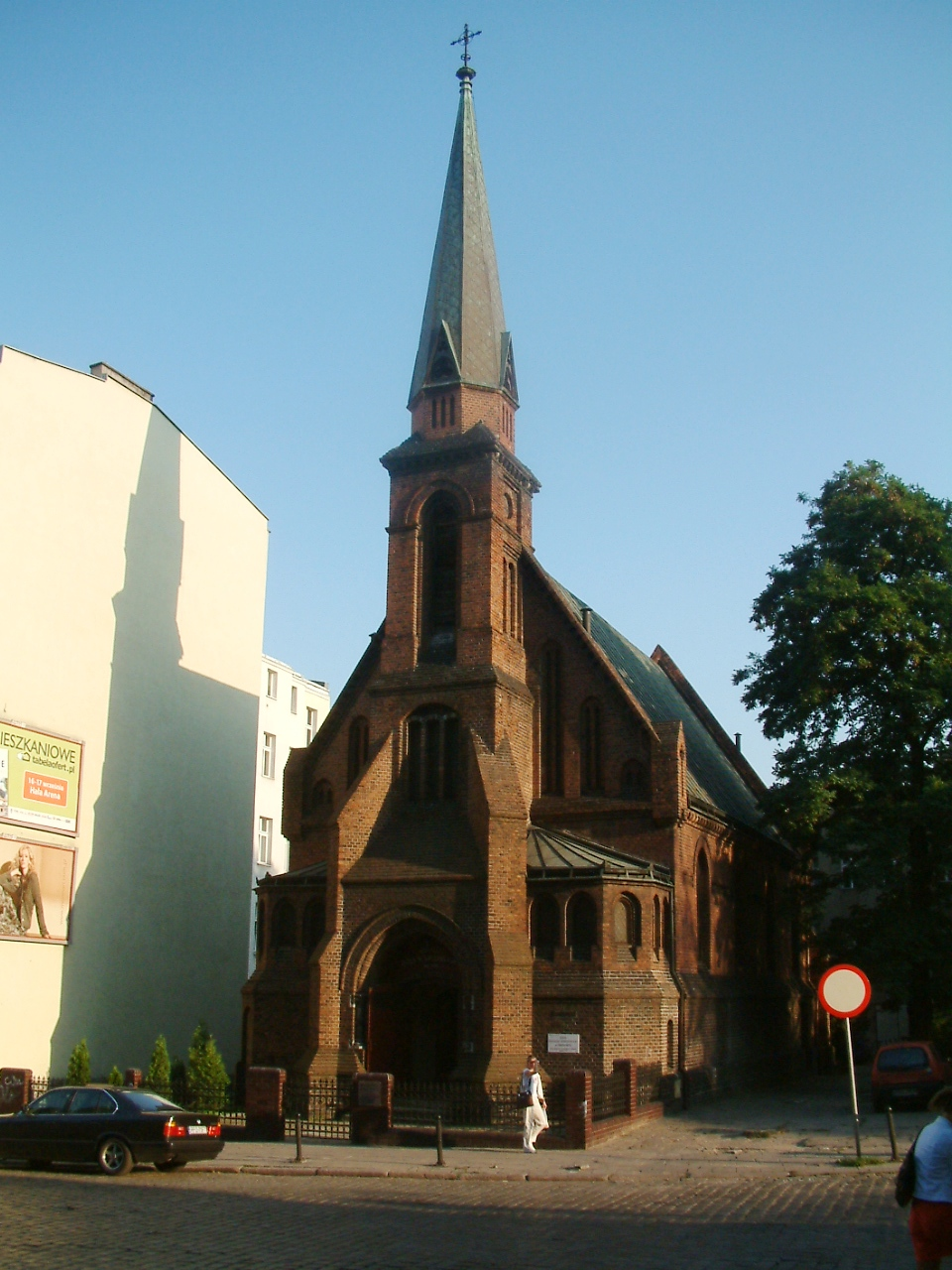
Ewangelicko-Metodystyczny Kościół Świętego Krzyża w Poznaniu

- Kościół Ewangelicko-Metodystyczny w RP – 4,4 tysiąca wiernych[8]

Zwierzchnik: ks. supt. Andrzej Malicki
Metodyści postrzegają Pismo Święte jako jedyny autorytet duchowy, czczą wyłącznie Trójjedynego Boga, zaś zasługi zbawienia przypisują wyłącznie Jezusowi Chrystusowi. Podobnie jak inni protestanci odrzucają kult świętych. Metodyści wierzą w zbawienie tylko z łaski i tylko przez wiarę do którego prowadzą cztery szczeble: usprawiedliwienie, odrodzenie, łaska Ducha i uświęcenie. Wykładnię teologii metodystycznej stanowią pisma pastora Jana Wesleya. Kościół ma dwa okręgi, 36 parafii i 30 kaznodziejów. Sprawuje dwa sakramenty: chrzest i Wieczerzę Pańską.
- Kościół Armia Zbawienia w RP – poniżej 100 wiernych

Zwierzchnik: Vibeke Krommenhoek
Armia Zbawienia jest związkiem wyznaniowym wywodzącym się z tradycji wiary metodyzmu, ewangelikalizmu i ruchu uświęceniowego. Kościół zorganizowany jest jako organizacja paramilitarna. Zwierzchnikiem Armii jest generał. Żołnierze (wierni) są zrzeszeni w korpusach (zborach), na czele których stoją kapitanowie (pastorzy). Celem Armii Zbawienia jest głoszenie ewangelii i działalność społeczno-filantropijna. Wiernych obowiązuje zakaz spożywania alkoholu, palenia tytoniu, uprawiania hazardu. W Polsce Armia Zbawienia ma korpus w Warszawie.

### Baptyści

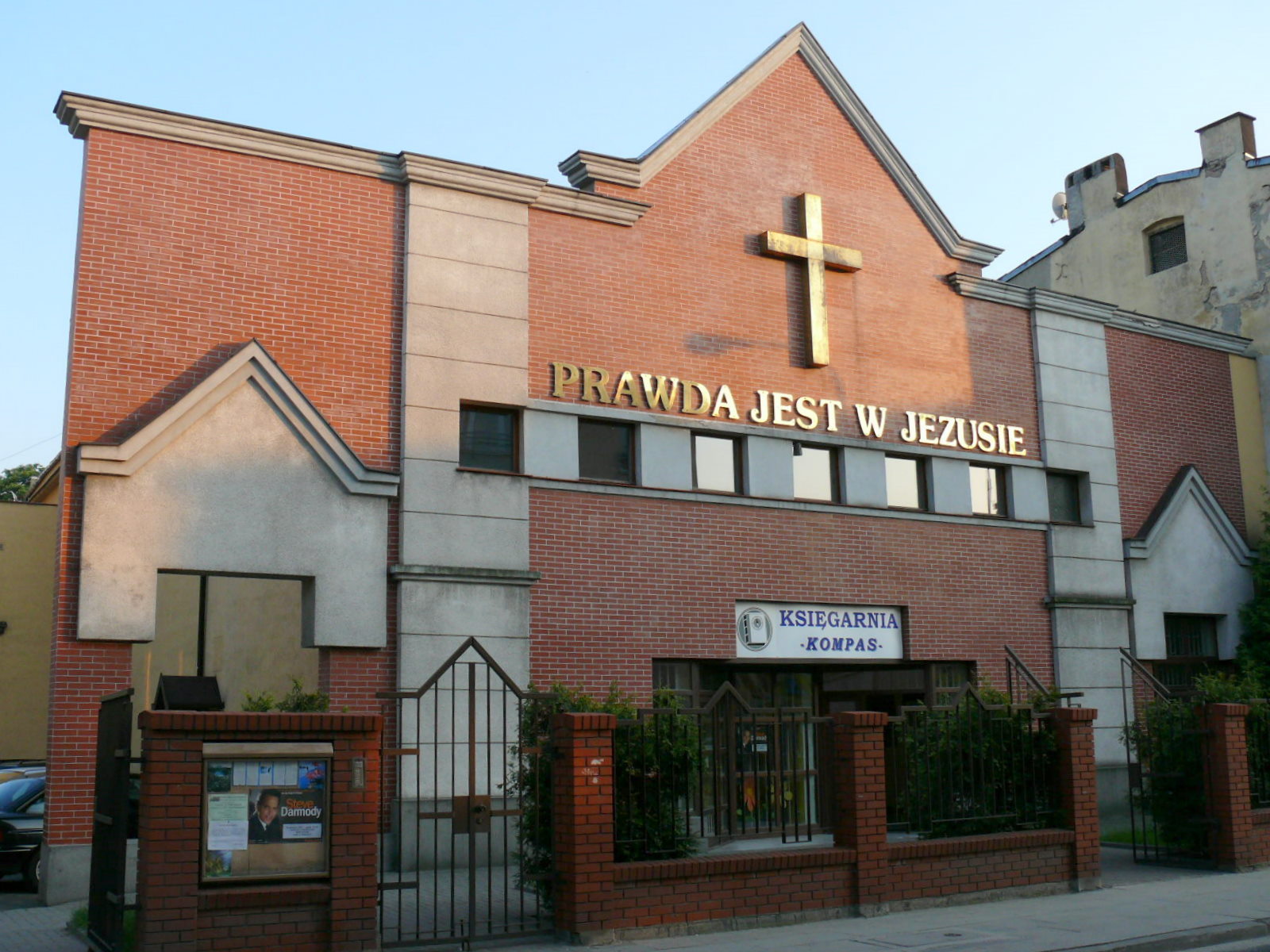
Kościół Chrześcijan Baptystów w Łodzi

- Kościół Chrześcijan Baptystów w RP – 5,2 tys. członków według GUS[7], 6 tys. wiernych według danych uzyskanych w Narodowym Spisie Powszechnym z 2011[15]

Zwierzchnik: Przewodniczący Rady Kościoła prezb. Mateusz Wichary
Baptyści wierzą w Trójjedynego Boga, któremu jako jedynemu oddają chwałę. Uznają Biblię za jedyne i nieomylne źródło objawienia, zaś ofiarę Jezusa na krzyżu postrzegają jako zakończoną i w pełni wystarczalną do zbawienia. Podkreślają konieczność osobistego nawrócenia (nowonarodzenia) i przyjęcia chrztu w wieku świadomym na wyznanie wiary. Baptyści nie wierzą w istnienie sakramentów jako środków łaski. Przyjmują dwa ustanowienia: chrzest wiary dokonywany przez zanurzenie w wodzie oraz Wieczerzę Pańską (memorializm). Nabożeństwa, w których centrum znajduje się kazanie, cechuje prostota, spontaniczność i brak sztywnych form liturgicznych. Kościół Chrześcijan Baptystów ma 9 okręgów, ponad 86 zborów i 30 placówek na terenie całego kraju.
- Biblijny Kościół Baptystyczny – ponad 100 wiernych

Zwierzchnik: Pastor Adam Tołwiński
Konserwatywny Kościół Baptystyczny związany z nurtem fundamentalistycznym. Teologicznie związany z reformowanym baptyzmem. Biblijny Kościół Baptystyczny propaguje kreacjonizm i aktywnie sprzeciwia się teorii ewolucji. Wyznaje wiarę w powtórne przyjście Chrystusa w celu ustanowienia na Ziemi Tysiącletniego Królestwa (millenaryzm). Ma zbór w Warszawie, Krakowie oraz Siedlcach

### Adwentyści

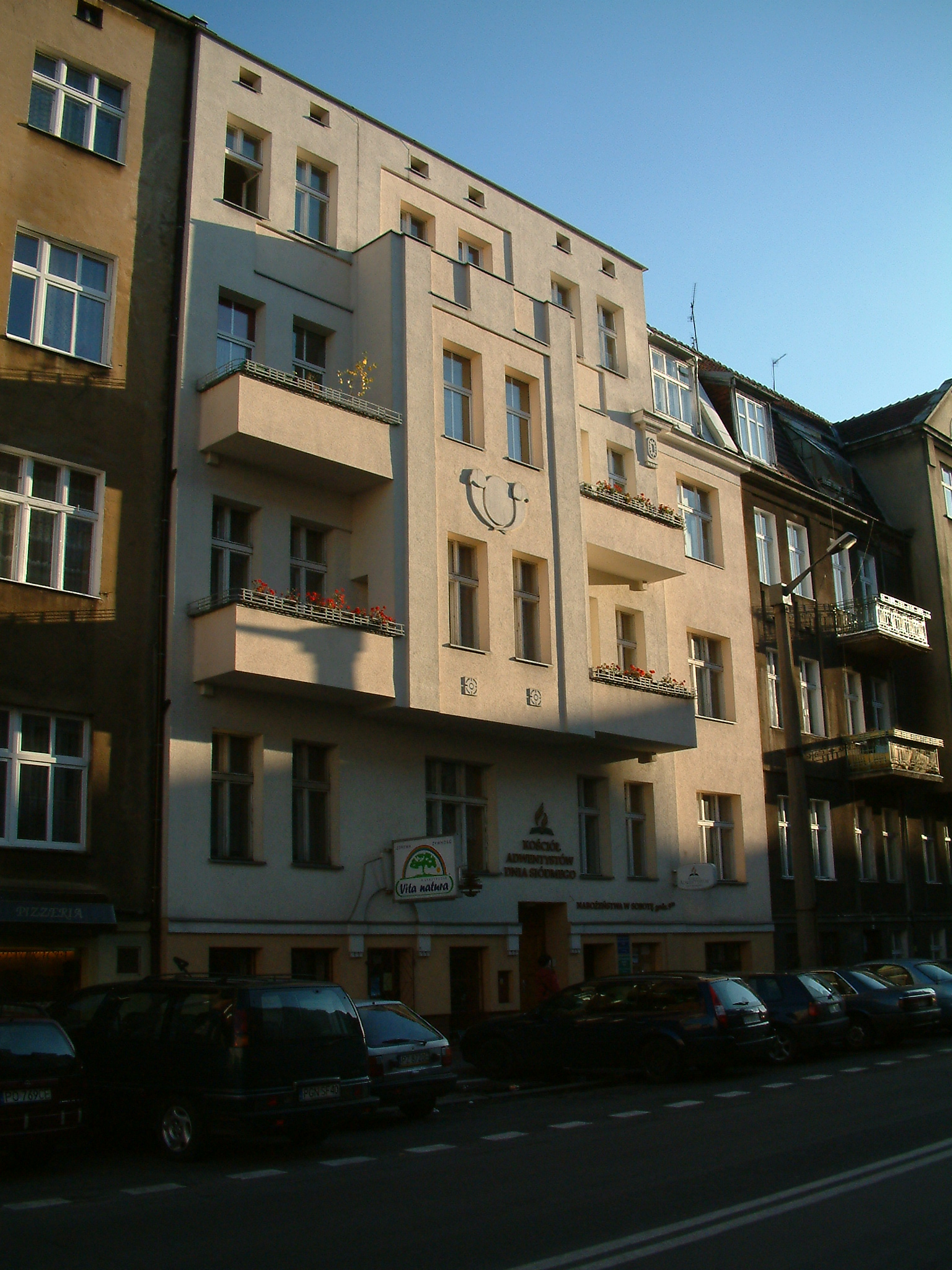
Kościół Adwentystów Dnia Siódmego w Poznaniu

- Kościół Adwentystów Dnia Siódmego w RP – 9,7 tysiąca wiernych[6]

Zwierzchnik: Pastor Jan Dzięgielewski
Adwentyści dnia siódmego przyjmują Biblię jako ostateczny autorytet, oddają cześć jedynie Trójjedynemu Bogu (odrzucając kult świętych) i uznają Jezusa za jedynego pośrednika. Akceptują trzy ustanowienia: chrzest w wieku świadomym przez zanurzenie, Wieczerzę Pańską oraz umywanie nóg. Zbawienie postrzegają jako dar łaski, który otrzymać można jedynie przez wiarę. Owocem wiary są dobre uczynki, w tym przestrzeganie biblijnego dekalogu, łącznie z przykazaniem czwartym, mówiącym o święceniu soboty. Adwentyści nie uznają nauki o nieśmiertelnej duszy, a także wiecznych mękach piekielnych. Oczekują bliskiego powtórnego przyjścia Chrystusa, wskrzeszenia zbawionych i zabrania ich do nieba na tysiąc lat, po czym nastąpi Sąd Ostateczny. Powstrzymują się od palenia tytoniu, spożywania alkoholu i mięs nieczystych. Wierzą w świątynię niebiańską i wielki bój. Kościół liczy 3 diecezje, 14 okręgów i około 115 zborów.
- Kościół Adwentystów Dnia Siódmego Ruch Reformacyjny w RP – poniżej 100 wiernych

Zwierzchnik: Paweł Zając
Adwentyści reformowani przyjmują te same podstawy wiary, co Kościół Adwentystów Dnia Siódmego. Ponadto wyznają chrześcijański pacyfizm i odmawiają służby wojskowej. Wierni stosują dietę wegetariańską, wzorując się na pierwotnym jadłospisie Adama i Ewy opisanym w Biblii. Kościół Adwentystów Dnia Siódmego Ruch Reformacyjny przeciwny jest ekumenizmowi, wierni zachowują neutralność polityczną. Kościół ma charakter konserwatywny. Liczy kilka zborów w różnych rejonach Polski.
- Kościół Reformowany Adwentystów Dnia Siódmego w Polsce – poniżej 100 wiernych

Zwierzchnik: Józef Ślachetka
Niewielka społeczność adwentystów reformowanych, wyznająca te same poglądy, co Adwentyści Dnia Siódmego Ruch Reformacyjny. Charakteryzuje ich nieco bardziej liberalne stanowisko w sprawie rozwodów i powtórnych małżeństw (dopuszczenie tzw. wyjątku cudzołóstwa). Kościół ma trzy zbory: Poznań, Bytom i Ropa.

### Zielonoświątkowcy

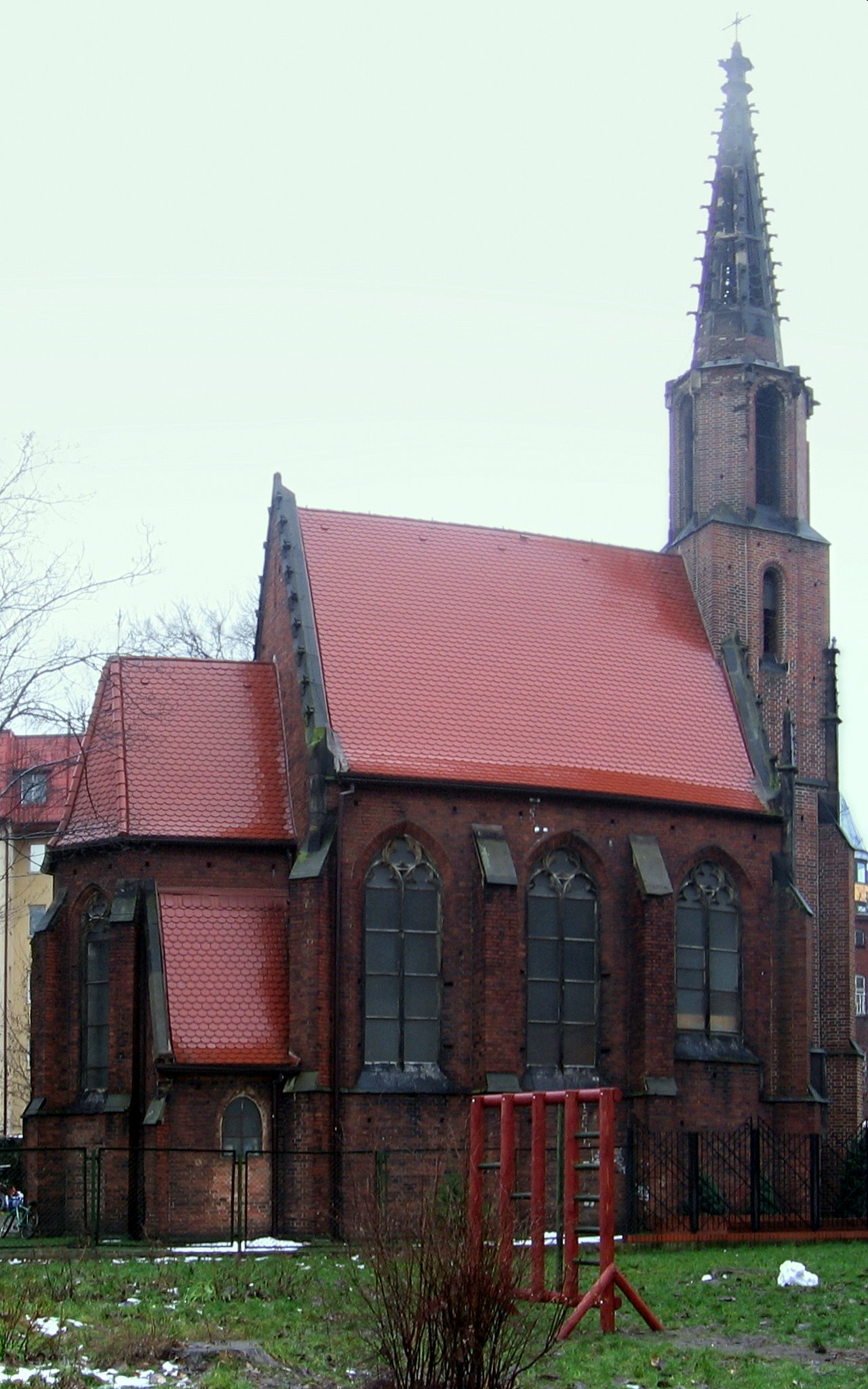
Kościół Zielonoświątkowy we Wrocławiu

- Kościół Zielonoświątkowy w RP – 22,4 tys. wiernych według GUS[5], 26,4 tys. wiernych według danych uzyskanych w Narodowym Spisie Powszechnym z 2011[15]

Zwierzchnik: Prezbiter Naczelny bp dr Marek Kamiński
Zielonoświątkowcy opierają się wyłącznie na Biblii. Nie uznają kultu świętych, czcząc jedynie Trójjedynego Boga. Wierzą, iż dzięki zasługom Jezusowej ofiary każdy człowiek może pojednać się z Bogiem poprzez opamiętanie i świadome nawrócenie (nowonarodzenie). Chrzest w wieku świadomym dokonywany jest przez zanurzenie. Praktykowana jest również Wieczerza Pańska. Cechą charakterystyczną jest przekonanie o tzw. drugim błogosławieństwie (chrzcie w Duchu Świętym), któremu towarzyszy nadnaturalne mówienie nieznanymi językami. Zielonoświątkowcy wierzą w aktualność wszystkich nadnaturalnych darów Ducha Świętego, praktykując prorokowanie, wypędzanie demonów, uzdrawianie itp. Nabożeństwa pozbawione są liturgii, składają się ze spontanicznego uwielbienia Boga pieśniami, oklaskami, okrzykami, modlitw oraz kazania. Kościół Zielonoświątkowy w RP ma 7 okręgów i 217 zborów.
- Kościół Boży w Chrystusie – 4,1 tysiąca wiernych[9]

Zwierzchnik: Prezbiter Naczelny Andrzej Nędzusiak
Jeden z Kościołów charyzmatycznych, wyznający podobne przekonania, jak Kościół Zielonoświątkowy w RP. Każdy zbór Kościoła jest niezależny i autonomiczny. Kościół ma charakter federacyjny. Kościół Boży w Chrystusie ma 63 zbory i 5 misji w całej Polsce.
- Chrześcijańska Wspólnota Zielonoświątkowa – 3 tysiące wiernych

Zwierzchnik: Prezbiter Naczelny Roman Jawdyk
Chrześcijańska Wspólnota Zielonoświątkowa zrzesza konserwatywne zbory pentekostalne. Przekonania wspólnoty są podobne do tych wyznawanych przez inne Kościoły zielonoświątkowe. Wspólnota ma jednak charakter fundamentalny, odwołując się do historycznego pentekostalizmu i stanowczo odrzucając elementy współczesnego ruchu neocharyzmatycznego, które były nieznane pierwotnej pobożności zielonoświątkowej. Oprócz chrztu i Wieczerzy Pańskiej praktykuje również umywanie nóg. Podkreśla ważność prowadzenia świętego życia wypełnionego darami i owocami Ducha Świętego. Wspólnota wierzy w chrzest Duchem Świętym objawiający się w mówieniu językami. Wierni odmawiają odbywania służby wojskowej. Do Chrześcijańskiej Wspólnoty Zielonoświątkowej należą 26 zborów.
- Kościół Chrześcijan Wiary Ewangelicznej – 1040 wiernych[14]

Zwierzchnik: Prezbiter Naczelny Andrzej Jeziernicki
Kościół podzielający te same zasadnicze nauki i praktyki, jak Kościół Zielonoświątkowy w RP i Kościół Boży w Chrystusie. Podobnie, jak w Kościele Bożym w Chrystusie każdy zbór jest autonomiczny. Dlatego też w łonie tego wyznania spotkać można zarówno konserwatywne zbory pentekostalne (powołujące się na Wyznanie Wiary Chrześcijan Wiary Ewangelicznej), jak też wspólnoty o charakterze neozielonoświątkowym. Kościół ma 14 zborów.

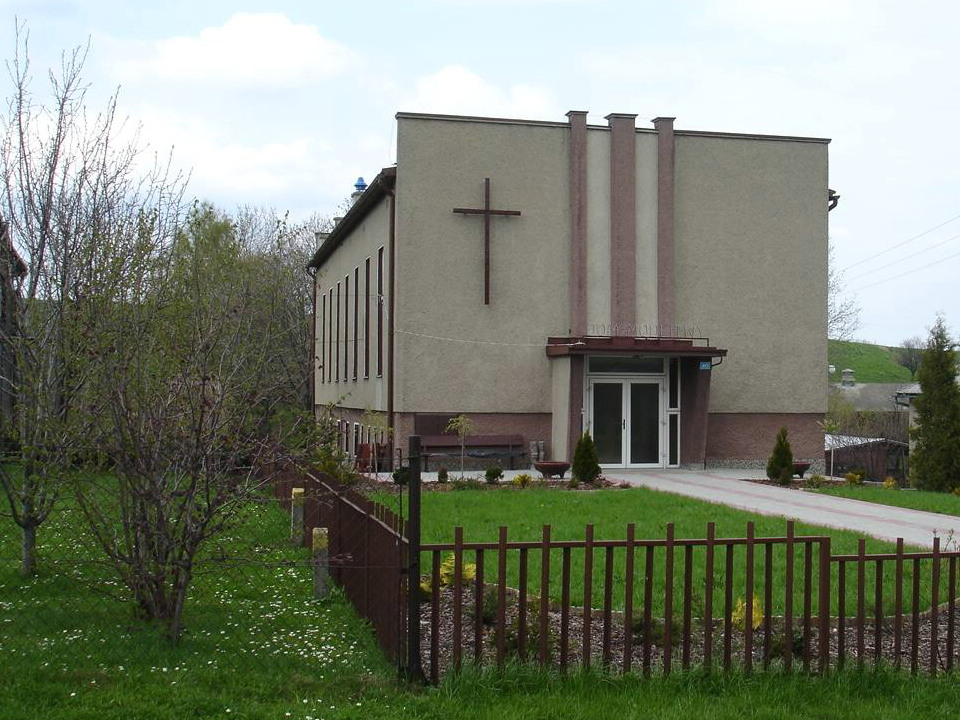
Ewangeliczna Wspólnota Zielonoświątkowa w Woli Piotrowej

- Ewangeliczna Wspólnota Zielonoświątkowa – 560 wiernych

Zwierzchnik: Prezbiter Naczelny Tadeusz Krzok
Wspólnota zrzesza konserwatywne zbory zielonoświątkowe w regionie bieszczadzkim. Charakteryzuje się pierwotną pobożnością zielonoświątkową, odrzucając elementy neocharyzmatyczne podobnie jak Chrześcijańska Wspólnota Zielonoświątkowa. Wspólnota pielęgnuje swoją protestancką tożsamość, sięgającą korzeniami do Kościoła luterańskiego na Śląsku. Do wspólnoty należy 6 zborów i 1 placówka.
- Kościół Boży – 37 zborów

- Zbór Stanowczych Chrześcijan w RP tzw. „Bracia Norwescy” – 300 wiernych

Zwierzchnik: Piotr Pilch
Wspólnota zielonoświątkowa nawiązująca do wczesnej tradycji zielonoświątkowej Związku Stanowczych Chrześcijan. Zbór kładzie nacisk na prowadzenie zwycięskiego, świętego życia, które dostępne jest dla każdego napełnionego Duchem chrześcijanina.

#### Zielonoświątkowcy Jednościowi
- Zbór Ewangelicznych Chrześcijan w Duchu Apostolskim – 100 wiernych

Zwierzchnik: Giennadij Lipiniuk
Wspólnota z nurtu zielonoświątkowców jednościowych, wierząca, że Ojciec, Syn i Duch Święty są różnymi przejawami jednej i tej samej osoby Boskiej, którą jest Jezus Chrystus. Zbór wierzy, iż zbawienie jest dostępne dla tych, którzy się opamiętają, ochrzczą się w wieku świadomym „w imię Pana Jezusa” i otrzymają chrzest Ducha Świętego, który objawia się w mówieniu nieznanymi językami.

#### Charyzmatycy i neo-zielonoświątkowcy
- Centrum Chrześcijańskie „Miecz Ducha” – 360 wiernych
- Kościół „Chrystus dla Wszystkich” – 330 wiernych
- Centrum Chrześcijańskie Kanaan – 230 wiernych
- Kościół Chrześcijański „Słowo Wiary” – 170 wiernych

### Kościoły Chrystusowe
- Kościół Chrystusowy w RP – 4,5 tys. wiernych[7]

Zwierzchnik: Prezbiter Naczelny Andrzej Bajeński
Kościoły Chrystusowe (zwane też campbellitami) opierają się jedynie na Biblii, odrzucając wszelkie creda i katechizmy. Wierni czczą wyłącznie Boga w osobach Ojca, Syna i Ducha Świętego, nie używając jednak określenia „Trójca”. Nauczają, iż dzięki śmierci Syna Bożego każdy człowiek może zostać zbawiony za darmo, przez wiarę w Jezusa Chrystusa. Kościoły Chrystusowe udzielają chrztu osobom, które w wieku świadomym przeżyły nawrócenie. Wierni praktykują też pamiątkę Wieczerzy Pańskiej. Kościół ma 47 zborów.
- Kościół Chrystusowy w Polsce – 1,7 tys. wiernych (2011)[13]

Zwierzchnik:
Jeden z reprezentantów nurtu Kościołów Chrystusowych (campbellitów) w Polsce. Doktryna podobna jak w przypadku innych Kościołów Chrystusowych. Podczas nabożeństw głośno modlą się wyłącznie mężczyźni; nie używa się do nabożeństwa instrumentów muzycznych. Kościół Chrystusowy uważa, iż człowiek dostępuje zbawienia z łaski Bożej, nie z uczynków. Podkreśla, iż do zbawienia prowadzi: opamiętanie, wiara oraz chrzest wodny, uznawany za środek łaski przez który człowiek dostępuje synostwa Bożego. Kościół ma 6 zborów.

### Ruch ewangelicznych chrześcijan

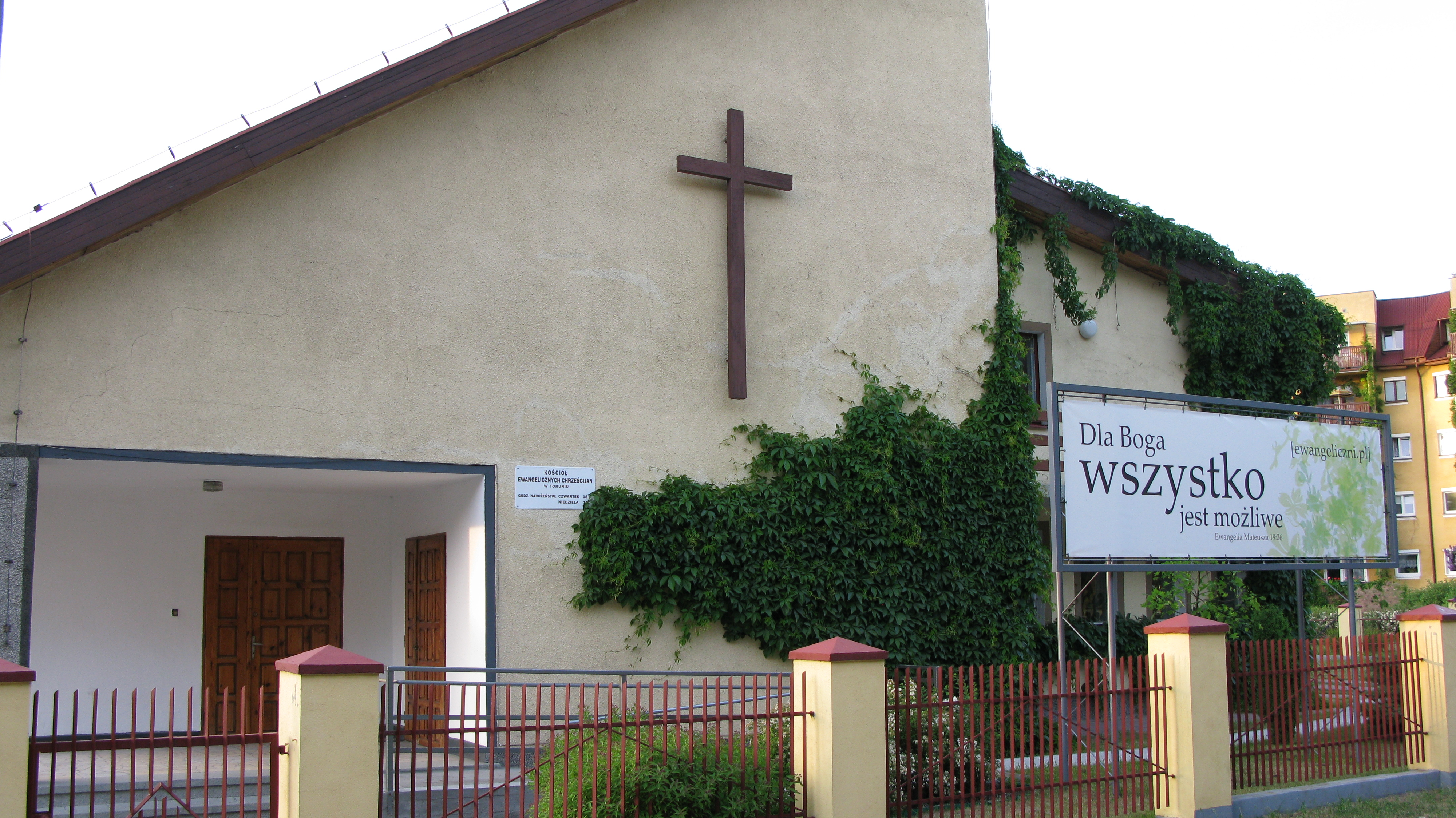
Kościół Ewangelicznych Chrześcijan w Toruniu

- Kościół Ewangelicznych Chrześcijan – 2,3 tysiąca wiernych

Zwierzchnik: Prezbiter Naczelny Cezary Komisarz
Narodzony w Rosji ruch ewangelicznych chrześcijan pod przywództwem Jana Prochanowa, zwanego też „reformatorem Wschodu”, teologicznie ma wiele wspólnego z baptyzmem. Członkowie starają się opierać wyłącznie na Biblii, oddają chwałę jedynie Trójjedynemu Bogu i uznają Chrystusa za jedynego orędownika. Zbawienie postrzegane jest jako niezasłużony dar łaski dostępny dzięki wierze i udzielany poprzez nowe narodzenie (wyznanie Jezusa w modlitwie Panem i Zbawicielem). Praktykuje się dwa ustanowienia: chrzest i Wieczerzę Pańską (memorializm). Kościół składa się z 52 zborów, placówek i stacji misyjnych, zrzeszających łącznie 2090 wiernych.

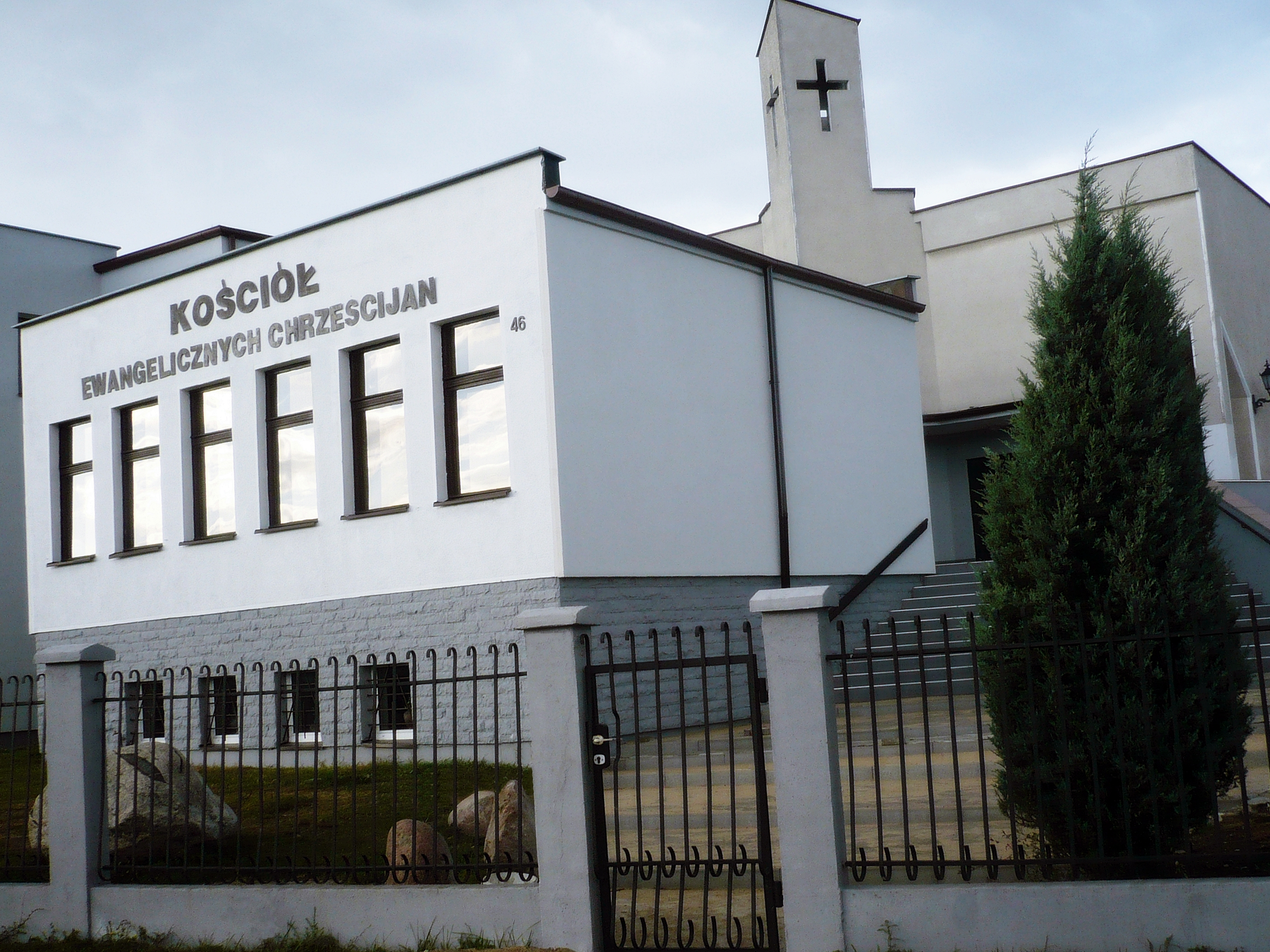
Kościół Ewangeliczny w Bydgoszczy

- Kościół Ewangeliczny w RP – 200 wiernych

Zwierzchnik: Pastor Jan Tomczyk
Niezależny Kościół wywodzący się z ruchu ewangelicznych chrześcijan Jana Prochanowa. Ma zbór w Bydgoszczy oraz 1 placówkę. Do 2003 r. działał w ramach Kościoła Ewangelicznych Chrześcijan.

### Bracia plymuccy

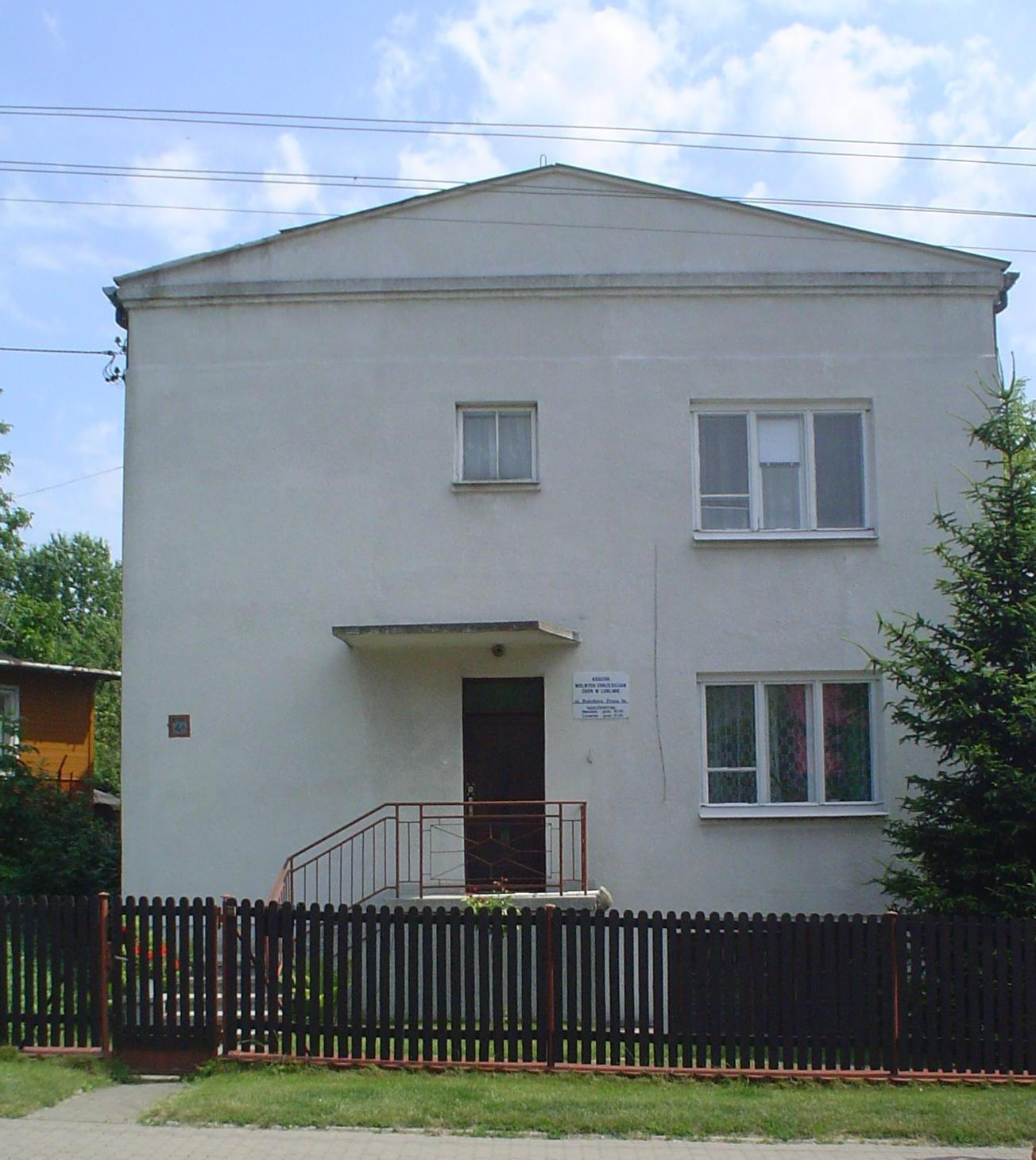
Kościół Wolnych Chrześcijan w Lublinie

- Kościół Wolnych Chrześcijan w RP – 2,9 tysiąca wiernych[11]

Zwierzchnik:  przewodniczący Rady Kościoła Czesław Bassara
Ruch braterski postrzega Biblię jako jedyne źródło wiary, wierzy i czci jedynie Trójjedynego Boga, wierzy, iż w zadośćuczynną śmierć krzyżową Chrystusa i możliwość pojednania się z Bogiem człowieka z łaski Bożej poprzez wiarę. Wierzą w rychłe przyjście Chrystusa, któremu towarzyszyć będzie porwanie Kościoła (zniknięcie zbawionych z Ziemi). Praktykuje chrzest wiary w wieku świadomym przez zanurzenie. Nabożeństwa mają prostą formę i są sprawowane wyłącznie w imię Jezusa. Każdej niedzieli obchodzona jest Wieczerza Pańska  (nazywana „łamaniem chleba”) pod postacią chleba i wina. W ruchu braterskim nie ma duchownych, zaś na zgromadzeniach przemawiać może każdy.
- Stowarzyszenie Zborów Chrześcijan – 430 wiernych

Zwierzchnik: Oskar Schier
Podczas, gdy Kościół Wolnych Chrześcijan należy do tzw. plymuckich braci otwartych, Stowarzyszenie Zborów Chrześcijan wywodzi się z tradycji tzw. braci zamkniętych. Nabożeństwa z reguły odbywają się w domach przy stole z chlebem i winem, nie zaś w domach modlitwy. Stowarzyszenie ma charakter konserwatywny i nie utrzymuje związków z innymi wyznaniami ewangelicznymi. Występuje wiele tzw. odcieni zamknięcia, charakterystycznych dla tej grupy braci plymuckich. Stowarzyszenie uważa, iż chrześcijanin powinien składać „dobre świadectwo”. Zasady te są bardziej rygorystyczne, niż w przypadku braci otwartych. Stosuje się dyscyplinę zborową i praktykę wyłączania.

### Sabatarianie (poza adwentystami)
- Kościół Chrześcijan Dnia Sobotniego – 470 wiernych

Zwierzchnik: Prezbiter Naczelny Roman Witek
Chrześcijanie dnia sobotniego to powstała w Polsce wspólnota sabatariańskich protestantów. Ewangeliczni Chrześcijanie Dnia Siódmego, jak byli znani przed wojną, wierzą, iż potrzebą każdego człowieka jest przyjęcie daru zbawienia. Nowonarodzenie można otrzymać z łaski Bożej poprzez przyjęcie Jezusa jako Pana. Chrzest dokonywany jest przez zanurzenie osoby w wieku świadomym. Wieczerzy Pańskiej towarzyszy umywanie nóg. Kobiety nakrywają głowy do modlitwy i prorokowania. Kościół wierzy w aktualność biblijnego dekalogu, w tym przestrzegania soboty jako dnia świętego, odrzuca trynitaryzm i koncepcję nieśmiertelnej duszy. Przyjmuje millenaryzm. Kościół Chrześcijan Dnia Sobotniego ma 25 zborów zrzeszonych w kilku okręgach.
- Zbory Boże Chrześcijan Dnia Siódmego – 120 wiernych

Zwierzchnik: Emil Stekla
Zbory Boże są wspólnotą federacyjną opierającą się wyłącznie na Biblii i uznającą jedyne pośrednictwo Chrystusa. Każdy zbór jest niezależny. Zbory łączy przede wszystkim wspólne wyznawanie Jezusa Chrystusa Panem i Zbawicielem oraz przestrzeganie biblijnych dziesięciu przykazań, łącznie z przykazaniem o świętości dnia sobotniego. W pozostałych kwestiach istnieje duża swoboda i płaszczyzna do własnego zdania. Zbory praktykują chrzest wodny, Wieczerzę Pańską i umywanie nóg, a także wkładanie rąk i chrzest w Duchu Świętym. Istnieje 8 niezależnych zborów.

## Działalność

### Organizacje
- Alians Ewangeliczny w Polsce
- Polskie Towarzystwo Ewangelickie
- Razem Dla Ewangelii
- Toruńskie Przymierze Protestanckie
- Biblijne Stowarzyszenie Misyjne – członek Wycliffe Global Alliance

#### Stowarzyszenie Przedsiębiorców Ewangelickich (SPE)
- prezes zarządu SPE: Edgar Barcikowski
- wiceprezes zarządu SPE: Mirosław Ogrodnik
- asystent kościelny: ks. Cezary Królewicz

Stowarzyszenie Przedsiębiorców Ewangelickich ma za zadanie rozwijać przedsiębiorczość prywatną w oparciu o zasady ewangelickiego etosu pracy i podnoszenia etyki zawodowej przedsiębiorców. Stowarzyszenie realizuje swe cele poprzez wszechstronne działania zmierzające do budowania ewangelickich postaw etyki gospodarczej i wychowania w szacunku do pracy, wyznania i Kościoła oraz współdziałanie z władzami Kościoła Ewangelicko-Augsburskiego w zakresie kształtowania aktywnych postaw społecznych.

#### Ewangelickie Stowarzyszenie Luteran Konfesyjnych (ESLK)
- przedstawiciel ESLK: Grzegorz Żarnecki

Ewangelickie Stowarzyszenie Luteran Konfesyjnych zostało założone w 2021 r. przez członków Kościoła Ewangelicko-Augsburskiego. Do celów stowarzyszenia należy rozpowszechnianie informacji na temat konfesyjnego luteranizmu, integracja społeczności luterańskiej i sympatyków konfesyjnego luteranizmu oraz działalność kultu religijnego. Stowarzyszenie realizuje swoje cele m.in. poprzez organizację zjazdów i wydarzeń kultowych. W każdą pierwszą sobotę miesiąca ESLK organizuje nabożeństwo nieszporne w Krakowie.

### Uczelnie
- Ewangelikalna Wyższa Szkoła Teologiczna we Wrocławiu (ekumeniczna)
- Wyższa Szkoła Teologiczno-Humanistyczna im. Michała Beliny-Czechowskiego w Podkowie Leśnej (Kościół Adwentystów Dnia Siódmego)
- Wyższa Szkoła Teologiczno-Społeczna (Kościół Zielonoświątkowy w RP)
- Wyższe Baptystyczne Seminarium Teologiczne w Warszawie (Kościół Chrześcijan Baptystów w RP)
- Wyższe Seminarium Teologiczne im. Jana Łaskiego w Warszawie (Kościół Ewangelicko-Metodystyczny w RP)

### Czasopisma
| Tytuł                        | Częstotliwość  | Wyznanie                                  |
| ---------------------------- | -------------- | ----------------------------------------- |
| Chrześcijanin                | Kwartalnik     | Kościół Zielonoświątkowy w RP             |
| Droga Prawda Życie           | Dwumiesięcznik | Chrześcijańska Wspólnota Zielonoświątkowa |
| Duch Czasów                  | Kwartalnik     | Kościół Chrześcijan Dnia Sobotniego       |
| Głos Adwentu                 | Miesięcznik    | Kościół Adwentystów Dnia Siódmego         |
| Głos Ewangeliczny            | Kwartalnik     | Kościół Ewangelicznych Chrześcijan        |
| Głos Kaznodziejski           | Kwartalnik     | Kościół Chrześcijan Dnia Sobotniego       |
| Idź pod prąd                 | Miesięcznik    | Kościół Nowego Przymierza w Lublinie      |
| Jednota                      | Dwumiesięcznik | Kościół Ewangelicko-Reformowany w RP      |
| Łaska i Pokój                | Miesięcznik    | Kościół Wolnych Chrześcijan w RP          |
| Magazyn Chrześcijański „Cel” | Kwartalnik     | Chrześcijański Kościół Reformacyjny       |
| Myśl Protestancka            | Kwartalnik     | Środowisko Kościołów protestanckich       |
| „Pielgrzym Polski”           | Miesięcznik    | Kościół Ewangelicko-Metodystyczny w RP    |
| Słowo i Myśl                 | Miesięcznik    | Polskie Towarzystwo Ewangelickie          |
| Słowo i Życie                | Kwartalnik     | Kościół Chrystusowy w RP                  |
| Słowo Prawdy                 | Miesięcznik    | Kościół Chrześcijan Baptystów             |
| Znaki Czasu                  | Miesięcznik    | Kościół Adwentystów Dnia Siódmego         |
| Zwiastun Ewangelicki         | Dwutygodnik    | Kościół Ewangelicko-Augsburski w RP       |

### Wydawnictwa
- Wydawnictwo Augustana (Kościół Ewangelicko-Augsburski)
- Wydawnictwo Zwiastun (nieistniejące) (Kościół Ewangelicko-Augsburski)
- Wydawnictwo „Warto” (Kościół Ewangelicko-Augsburski)
- Wydawnictwo Pielgrzym Polski (Kościół Ewangelicko-Metodystyczny)
- Wydawnictwo MW (Kościół Ewangelicko-Prezbiteriański)
- Wydawnictwo Słowo Prawdy (Kościół Chrześcijan Baptystów)
- Wydawnictwo Zjednoczonego Kościoła Ewangelicznego (nieistniejące) (Zjednoczony Kościół Ewangeliczny w PRL)
- Wydawnictwo „Znaki Czasu” (Kościół Adwentystów Dnia Siódmego)